# 愛知県立豊田高等学校
愛知県立豊田高等学校（あいちけんりつとよたこうとうがっこう）は、日本の愛知県の豊田市北西部に所在する公立の高等学校。通称は「豊高（とよこう）」。

## 概要
毎年国公立大学への進学者を輩出している。
授業開始前（0限）と授業終了後（7限）に、補習授業が全員参加で行われている。
また、夏期や冬期などの長期休暇でも、全学年全員参加で、学習講座と呼ばれる補習授業が行われており、進路実現に向けての意欲が高い。
文系理系に分かれたあと、国公立大学などの難関大学への進学を目指すクラスが編制される（同校は普通科のみである）。
卒業生にサッカー日本代表の吉田麻也を輩出している。

## 設置学科
- 普通科

## 沿革
- 1981年（昭和56年）9月 - 愛知県教育委員会は豊田市に県立学校の設置を決定。
- 1982年（昭和57年）12月 - 校章が県教育委員会で決定。
- 1983年（昭和58年）4月 - 愛知県立豊田高等学校開校。

## 教育目標
知・徳・体の調和のとれた人間形成を目指し、国家および社会の発展に寄与する青年を育成する。
- 創造力に富み、知性豊かな青年
- 健康で実践力のある青年
- 豊かな人間性と自主性を持つ青年

## 部活動

### 運動部
- サッカー
- 野球
- 陸上
- バドミントン
- バレーボール
- バスケットボール
- 卓球
- 柔道
- 剣道
- 弓道
- ハンドボール
- ソフトテニス
- 水泳
- ソフトボール

### 文化部
- JRC
- 箏曲
- 合唱
- 吹奏楽
- 書道（ペン習字）
- 茶道
- 華道
- 家庭
- 美術
- 科学（写真）
- 英会話
- 囲碁
- 将棋
- ギター

## 設備
- グラウンド
- 体育館
- 武道場
- ピロティー
- プール
- 弓道場
- バレー用コート
- ハンドボール用コート
- テニスコート（4面）

## 年間行事
- 入学式（4月）
- 遠足（5月）
- 豊高フェスティバル（文化発表会・体育大会）（6月）
  - 二日間連続して行う
- 修学旅行（2年次の10月）
  - 山口県萩市・秋吉台、広島県広島市・宮島
- 芸術鑑賞会（11月）
  - 劇・落語・音楽のローテーション
- スキー学習（1年次の1月）
  - 岐阜県高山市
- 卒業式（3月）
- 球技大会（3月）
  - ソフトボール・硬式テニス・バドミントン・バレーボール・卓球

## 最寄り駅
- 名古屋鉄道 豊田線 上豊田駅より徒歩で約7分。
- 愛知環状鉄道・愛知環状鉄道線 四郷駅または貝津駅より徒歩で約15分。

## 著名出身者
- 吉田麻也[1] - プロサッカー選手（日本代表キャプテン）
- 日下部竜也 - プロボクサー